# Yamasaki Masato
Masato Yamasaki (sinh ngày 7 tháng 4 năm 1980) là một cầu thủ bóng đá người Nhật Bản.

## Sự nghiệp câu lạc bộ
Masato Yamasaki đã từng chơi cho Kyoto Purple Sanga và Mito HollyHock.